# Orlando Mendes
Orlando Marques de Almeida Mendes (Isla de Mozambique, 4 de agosto de 1916-Maputo, 11 de enero de 1990) fue un biólogo y escritor mozambiqueño influenciado por el neorrealismo.

## Biografía
Vivió la descolonización portuguesa de Mozambique y estudió biología en la Universidad de Coímbra, ciudad en la que se estableció en 1944 con su esposa y su hija.
Trabajó como biólogo en Lourenço Marques y escribió para las publicaciones Tempo, Itinerário, Vértice y África. A pesar de ser de origen europeo, criticó el trato hacia los negros y el Régimen de Salazar. Durante la guerra colonial portuguesa, se posicionó con el partido nacionalista FRELIMO.

## Obra
- Trajectórias (1940)
- Clima (1951)
- Carta do capataz da estrada 95 (1960)
- Depois do sétimo dia (1963)
- Portanto, eu vos escrevo (1964)
- Portagem (1966)
- Véspera confiada (1968)
- Um minuto de silêncio (1970)
- Adeus de gutucumbui (1971)
- A fome das larvas (1975)
- País emerso (1975-76)
- Produção com que aprendo (1978)
- Lume florindo na forja (1981)
- Papá Operário mais Seis Histórias (1983)
- Sobre Literatura Moçambicana (1982)

## Honoires

### Premios
- Prémio Fialho de Almeida , 1946

- La abreviatura «O.Mendes» se emplea para indicar a Orlando Mendes como autoridad en la descripción y clasificación científica de los vegetales.[1]